# 拉里·桑格
劳伦斯·马克·桑格（英語：（/ˈsæŋər/），1968年7月16日—），美国互联网项目开发者、哲学家，网络百科全书维基百科联合创办人（与吉米·威尔士）。桑格为维基百科这个名字的创造人，初期负责起草维基百科的大多数管理方针。另外，桑格还开发了其他的网络项目，包括Nupedia、地球大百科、大众百科、WatchKnowLearn、阅读熊、Infobitt和Everipedia。他还在区块链公司Phunware及美国非营利政治网络百科全书选票百科担任顾问委员。
在大学读书的时候，桑格对运用互联网进行教育活动产生兴趣，于2000年加入网络百科全书Nupedia，任总编辑。后来对Nupedia的缓慢进展感到失望，提议用Wiki为Nupedia的同行评审过程募集接受条目。这项改变促成了维基百科在2001年开发上线。在维基百科发展早期，桑格担任社区领导者，直至2002年逐渐对项目不抱有信心而离开。其后，桑格的维基百科联合创办人地位被吉米·威尔斯质疑，但被大众普遍接受。
离开维基百科后，桑格开始批评项目，其中一次在2007年称其“坏到无法修复”。他承认维基百科有优点，但缺乏对专业人士及权威的尊重，内容因此不可靠。在2020年和2021年的采访，他批评维基百科的条目有偏向左派及自由主义的意识形态偏见。2006年，桑格成立大众百科，与维基百科一较高下，结果在2010年卸任总编辑，2020年完全离开。2017年，桑格担任Everipedia資訊總監，2019年离巢，另立知识标准基金会，成立“百科圈”。现为知识标准基金会总裁兼执行董事。
哲学研究方面，桑格主要研究知识论、现代早期哲学及伦理学，并在母校俄亥俄州立大学教哲学。

## 早年
1968年7月16日，拉里·桑格在美国华盛顿州贝尔维尤出生。父亲盖瑞（Gerry）是海洋生物学家，研究海鸟，母亲为全职妈妈。桑格7岁时，全家人搬到阿拉斯加州安克拉治，桑格在那里长大。桑格小时候对哲学话题很感兴趣。
1986年高中毕业后，桑格就读于里德学院哲学系，期间对互联网及其作为出版渠道的潜力产生兴趣。他设立了一个邮件列表服务器，为有辅导需求的学生与导师建立沟通平台，以此建立论坛，用来提供个别辅导课程、个别辅导的方式及自愿提供辅导的可能性及优点，打造成导师和学生打破传统大学环境，在互联网上寻找彼此的自由网络。为此，桑格牵头成立哲学讨论列表系统哲学协会（Association for Systematic Philosophy）。
1994年，桑格为讨论组写了一份宣言：
哲学的历史充满着分歧与困惑。面对这样的情况，有些哲学家怀疑哲学的真理是否可以被认知，或是哲学到底有没有真理。也有一些哲学家认为人可以比知识分子前辈更加仔细、有条理地思考问题。
1994年前后，桑格订阅了吉米·威尔士的“适度讨论客观主义哲学”（Moderated Discussion of Objectivist Philosophy）邮件列表，两人就此认识。
1991年，桑格从里德学院获得文学学士学位，1995年获俄亥俄州立大学文学硕士学位，2000年获俄亥俄州立大学哲学博士学位。1998年起，桑格与朋友成立“桑格与香侬对千年虫新闻报道的评论”网站，为关心2000年问题的计算机系统管理人等群体提供资源。

## Nupedia和维基百科

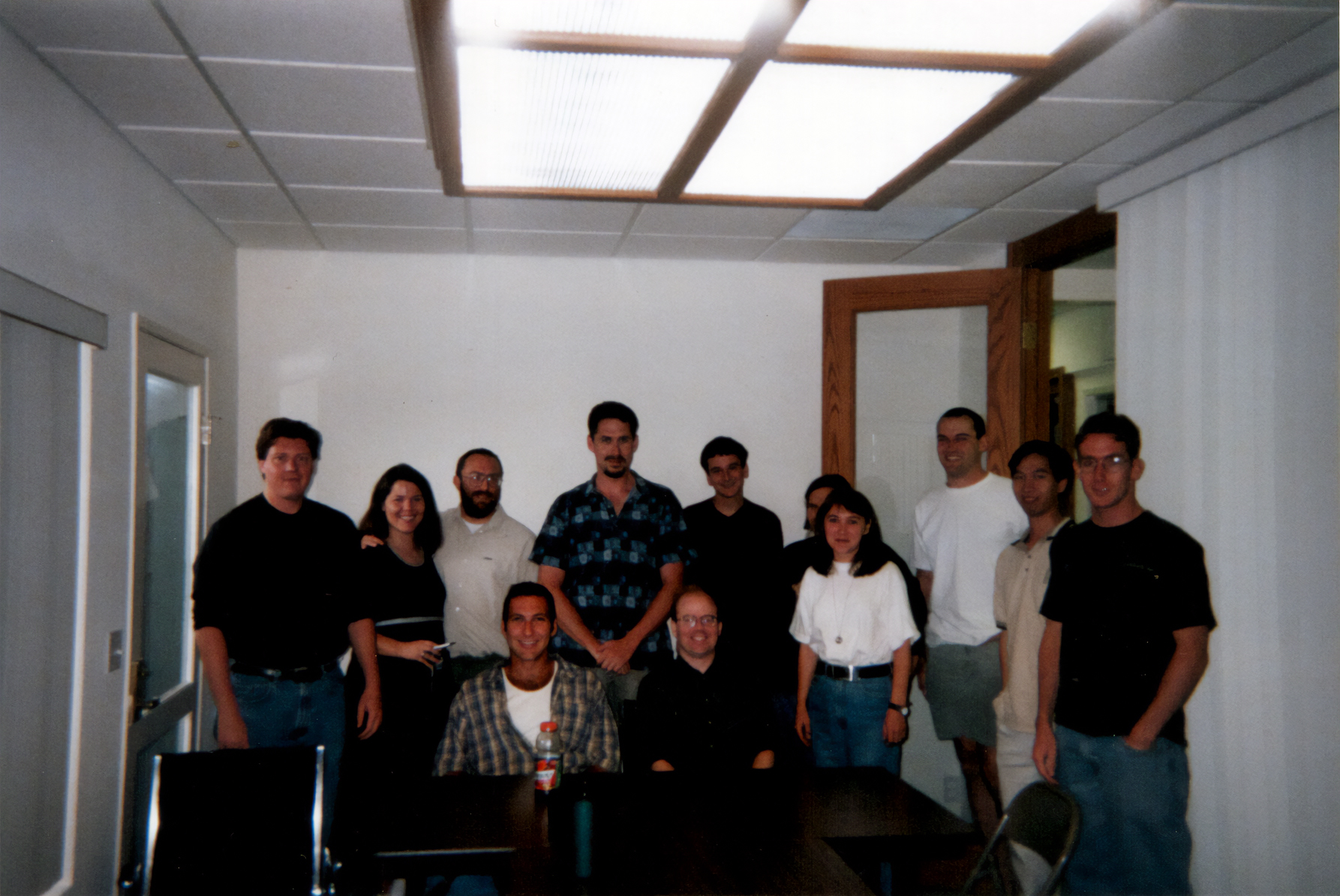
Bomis员工合影，桑格坐在右边。摄于2000年中。

Nupedia是一部版权自由的网络百科全书，收录各个领域专家志愿者撰写的内容，由编辑审核评估后发布。该项目由吉米·威尔士发起，威尔士公司Bomis负责运营。威尔士和桑格通过邮件列表沟通。有一次，桑格给威尔士及其他人发电子邮件，说想在2000年1月1日、后设立“文化新闻博客”，报道社会及政治议题，换掉那时已经过时的千年虫问题网站。威尔士则回复说，“与其这样做，那为什么不过来实现我的想法？”，以此桑格抛出Nupedia的概念，邀请他加入项目。桑格最终被聘为Nupedia总编，2000年2月开始监督Nupedia，负责开发条目评审过程，招募编辑。按照流程，条目在网站发布前，须经过Nupedia的电子邮件系统审阅。
Nupedia进展非常缓慢，到2000年底陷入停滞，让桑格和威尔士错愕不已。桑格说，“到2000年夏季，很明显，我们测试（在Nupedia上写条目）的过程非常缓慢。”2001年1月，桑格提出用Wiki技术加快条目开发速度，最终在2001年1月15日启动了维基百科。按照最初的设想，维基百科是一个协作性的Wiki网站，公众可以在上面写条目，之后进入到Nupedia的评审过程。然而，Nupedia的专家大多不愿意加入这个项目，顾问委员会成员甚至在邮件列表中斥责维基百科的想法十分荒谬。
使用Wiki的想法是桑格与在哲学邮件列表中认识的朋友本·科维茨（Ben Kovitz）2001年1月2日吃晚饭时想到的，当时桑格第一次从程序员朋友那里接触wiki软件，了解到由沃德·坎宁安创造的WikiWikiWeb技术。桑格对其他Wiki带来的可能性印象深刻，决定打电话给威尔士，让他也尝试，最终得到同意。维基百科这个名字就是由桑格起的，他后来说这是个“愚蠢的名字”，适合“刚开始非常愚蠢的计划”。
上线不到几天，维基百科规模Nupedia，形成了编辑的小社区。桑格担任维基百科的“总召集人”，负责项目运营、制定最初的大多数方针，包括“忽略所有规则”、“中立的观点”、“拒绝原创研究”及“可供查证”。他信奉维基百科鼓励编辑大胆行动的想法，告诉用户“不用担心搞砸”。他还提出“精彩散文”的概念，也就是后来的特色条目，用来展示维基百科质量最高的条目。
然而没过多久，桑格对维基百科的幻想破灭。2001年中，桑格向社群表示网站被“水军”和“无政府主义者”“冲垮”，指他们“反对人人权力平等的看法”。维基百科成为Nupedia条目来源的时候，桑格觉得这样的问题不太重要，直到维基百科成为独立项目，他才关心社群的问题。被维基百科用户“The Cunctator”在网上喷过后，桑格越来越沮丧，开始更为强烈地建议专家编辑行使权力执行规则，解决争端。维基人要求他尊重大家，结果适得其反，导致他和社群的关系出现裂痕。
桑格是维基百科的唯一一位编辑员工。2002年初，母公司Bomis计划用维基百科营利，宣布在网站上投放广告，用一部分收入给桑格付薪水。但维基百科项目公开反对商业化行动，加上当时互联网广告的市场非常小。到2002年2月，在互联网泡沫的冲击下，Bomis不再向维基百科拨款，停止资助桑格的工作。3月1日，桑格正式辞任Nupedia总编辑和维基百科总召集人。他表示自己不会以志愿者名义参与维基百科和Nupedia，因为以兼职的身份来做这项任务不合理。桑格也对持续的内容战感到沮丧，并自己缺乏威尔士的支持。
Nupedia活动日益减少之下，桑格有意在2002年重振其声威。他认为Bomis已经无法管理这个项目，威尔士也不感兴趣，决定找个组织来管理。后来桑格向Bomis买下Nupedia的域名及专属材料。桑格认为Nupedia应被允许慢慢消亡，因为它的消亡不完全是因为评审过程固有的低效率造成的。2003年9月，Nupedia的服务器宕机，此后再也没有恢复。

### 维基百科联合创办人
2005年，威尔士在维基百科条目中修改了桑格是网站创办人的表述，激起社群讨论。桑格指责威尔士“篡改历史”，贬低自己的功劳。在《连线》杂志的采访中，威尔士坦承自己只是在细节上阐明桑格对项目的贡献，删掉一些事实性错误。他后悔自己的行为。威尔士后来说自己是从Bomis员工杰里米·罗森菲尔德（Jeremy Rosenfeld）那里听到wiki的概念，而不是桑格。
桑格在个人网站贴出多条链接，证明自己是联合创办人。早在2001年1月17日，桑格被Nupedia首席编审露丝·伊夫切尔（Ruth Ifcher）称为“Nupedia wiki网站的牵头人”，2001年9月被认定为维基百科联合创办人。桑格还说自己一手负责张罗维基百科，而威尔士把大部分时间放在Bomis上。威尔士设想百科全书开源、协作、接受任何人贡献的想法，为网站张罗投资，桑格则负责统筹。

## 对维基百科的批评
自2002年以来，桑格一直批评维基百科。

### 准确性、可信度和专业性
2004年12月，桑格在Kuro5hin撰文时，提到图书馆员、教师及学者群体认为维基百科不可靠，没有正式的评审过程，有大量水军，让公认的专家打消了贡献的念头。
2007年4月，桑格承认维基百科“依然非常有用，是非常了不起的现象”，但也觉得“坏到无法修复”，充斥大量问题，“从严重的管理问题，到经常性失灵的社群，再到经常不可靠的内容，再到一连串的丑闻”。
2009年9月，桑格说从网站水军活动已成问题开始，吉米·威尔士完全不作为。他指责威尔士在谁创造了维基百科的问题上“骗人”。威尔士回应了外界对两人闹矛盾的关切：“我非常尊重拉里·桑格，这场愚蠢的辩论很不幸地掩盖了他的贡献。”
2015年11月，在《Vice》杂志编辑扎卡里·施瓦茨（Zachary Schwartz）的采访中，桑格提到自己在维基百科发展初期遇上水军的经历：“挺有压力的。我觉得它给我妻子的压力胜过于给我。听到有人在网上霸凌我，她非常困惑。”桑格形容水军是当代社会的社会正义战士。问及当时对维基百科的看法时，桑格说：“我想我有点自豪。我总觉得我们很幸运，在正确的时间有正确的想法。”
2016年11月，在《以色列时报》接受亚历山大·吉尔伯特（Alexandre Gilbert）采访时，桑格说维基百科有“公平和健全治理的问题”。

### 中立性
2010年7月接受Slate的凯瑟琳·舒尔茨（Kathryn Schulz）采访时，桑格说：“如果你要说政治偏见，我觉得这应该是维基百科最为严重的问题。只有跟保守百科上面的人比较，才显得不那么糟糕。我觉得大多数存在这种的议题上都有自由主义偏见。”他认为，这些人“在维基百科上的大部分工作让最为激进的平等主义者都感到舒服。这些人要么是自由主义者，要么是自由意志主义者。”
2019年5月，在“150Sec”接受苏菲·福金（Sophie Foggin）采访时，桑格提到了维基百科的中立性：“一直以来，有影响力的编辑用一种观点写条目，驳斥其他不流行的观点，或是完全没有公平处理主题的其他方案时，维基百科都会背过身去。”
2020年5月，在博客文章中，桑格说维基百科“非常偏颇”。他举了一个例子，说唐納·川普的维基百科一些条目“一概负面”，贝拉克·奥巴马的条目则“完全没提到一些知名的丑闻”。其他主题也存在自由主义与左翼偏见，包括希拉里·克林顿、人工流产、毒品合法化、宗教、LGBT收养。他特别提到许多关于特朗普的陈述“失实”，确立了网站的偏见。他表示：“维基百科是时候清理门户，承认自己放弃了中立观点”。
2021年2月，在福斯新闻频道的采访中，桑格称维基百科的“意识形态及宗教偏见真实存在、令人困扰，尤其是许多人继续把它当成不偏不倚的参考书。”
2021年7月接受LockdownTV采访时，桑格说维基百科完全不可信，编辑有左倾偏见。他指乔·拜登条目“几乎没有提到共和党人对他担忧”，也没有提及乌克兰的指控。他说维基百科“为相当多人事情设立可靠的观点”，“如果只允许一个版本存在，有钱有势的人会受到极大的激励，控制维基百科这样的东西，好支撑他们的权力，他们就是这样的。”2021年7月22日接受塔克·卡森采访时，桑格说维基百科允许匿名贡献，导致网站被犯罪组织、公司及政府胁持。他表示：“我不认为维基百科内部有修复维基百科的办法。这个地方在制度上相当保守。”
2021年8月，在《星期日泰晤士报》的采访中，桑格驳斥了维基百科对替代医学的描述，例如把顺势疗法当成伪科学，认为这样的定义不中立。他还表示：“如果你不跟合适的人马首是瞻，你连参与的机会都没有。”他建议大家不要用维基百科，即便是“有良心的学生”。
2023年8月，他接受由葛倫·葛林華德主持System Update時，透露聯邦調查局以及中央情報局曾編輯過維基上的資料，刪除過對美國聯邦政府不利的内容，並表示情報機構會付錢推動自己的議程，資訊戰的很大一部分在維基百科這樣的網站上進行。
2024年4月，他接受克里斯托弗·鲁夫訪問時，批評維基媒體基金會的前任CEO凯瑟琳·马赫的左傾言論，懷疑維基媒體基金會和各國政府都控制著一些賬戶，藉此對內容施加影響，並對一個本應保持中立的資源被左派接管、與政府存在合作或被收編感到憤慨。

### 色情内容
2010年4月，桑格向联邦调查局写信，表达自己对维基共享资源存有儿童色情的担忧。后来他澄清自己关心的内容是“虐待儿童淫秽视觉图像”，不是照片。桑格认为报告这些图片是自己的“公民责任”。批评者指控桑格居心叵测，称他自己都还有摇摇欲坠的公民百科需要负责，没必要把这样的指控公开化。2012年，桑格向福斯新闻频道表示自己和NetSpark合作，让NetSpark捐出过滤维基百科色情图片的技术，或是大幅度调低技术价格。NetSpark曾在2012年联系维基媒体基金会，但没有收到回复。
2012年6月接受TechCrunch TV采访时，桑格批评维基百科有太多儿童能看的色情作品，自己不觉得离开维基百科很遗憾。

## 后期活动

### 大众百科

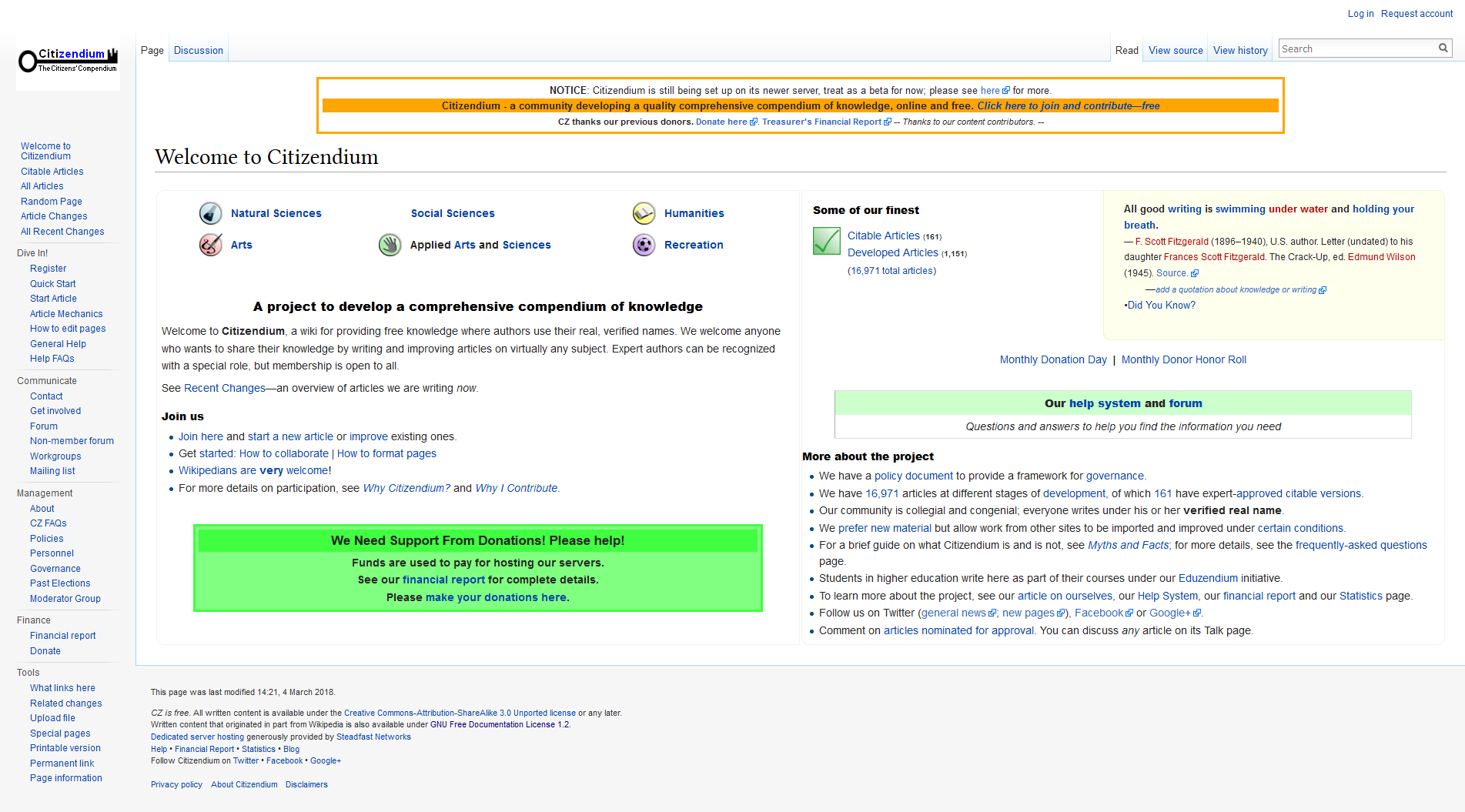
公民百科主页截图，2018年

2006年操作系统奇才大会上，桑格宣布启动wiki百科全书项目大众百科，以此作为维基百科的分支。大众百科的目标是解决维基百科现有运作机制存在的问题，强制用户实名注册，不允许匿名编辑，设有一群拥有额外权威的专家。桑格打算基于学术设立可靠的网络百科全书，让条目更可靠、更具学术严谨性。网站计划采用专家评审流程，由专家裁决共识无法解决的争端。
桑格估计大众百科的访问量在2007年上线满一年时会迅速增长。然而初期的爆发过后，网站陷入停滞，大部分专家都没留下来。2011年，《Ars Technica》记者蒂莫西·B·李（Timothy B. Lee）称大众百科“一池死水”，认为网站起步晚是劣势，其发展被“笨拙的编辑模式”阻碍。2014年，据温思罗普大学图书馆服务主任分析，大众百科编辑数量下降到100位不到，每日编辑数只有“数十笔”。到2022年3月，大众百科收录约1.7万篇条目，其中153篇经过专家评审。
2007年初宣布不打算无限制执掌公民百科的桑格实际上于2009年初停止编辑，尽管正式公告于2009年7月30日才在大众百科I邮件列表上公布。2010年9月22日，桑格卸任大众百科总编，但会继续支持项目。
2020年7月2日，桑格宣布将大众百科的域名转移给帕特·帕梅尔（Pat Palmer），说大众百科“很久以前就不再是‘我的’项目了。但直到今天早上，我仍然拥有该域名。”

### 其他项目
拉里·桑格还参与了其他几个在线百科全书项目。2005年，桑格加入数字宇宙基金会，担任分布式内容项目总监。2006年初，数字宇宙基金会上线，桑格担任主要组织人。该网站招募有声望的专家撰写条目，检查用户提交条目的准确性。项目首个专家编辑项目为“地球大百科”。后来桑格认为基金会的内容创作节奏太慢，提议开放内容，加快开发，但该提议被拒绝了。
桑格还贡献了非盈利机构WatchKnowLearn计划，教导儿童使用网站上的视频及其他媒体。网站由赠款、慈善家和西北密西西比社区基金会（Community Foundation of Northwest Mississippi）资助。2008年到2010年，桑格负责WatchKnowLearn的开发。项目包括涵盖幼儿园及12年纪生的教育视频库。2013年2月，网站成为Google搜索次数最多的教育视频网站，每月吸引600万次点击。2010年和2011年，桑格继续为初学者开发阅读指导网页程序，2012年以“阅读熊”（Reading Bear）的名义上线。网站采用自然拼读技术，展示视频、PowerPoint演示文稿及电子书，教导孩子发音。另外还会教授每个单词的含义和背景知识。
2013年2月，桑格在Twitter宣布众包新闻门户Infobitt：“我的新计划会向全世界证明如何用众包生产高质量内容的问题——一个我一直以来想解决的问题。Wiki当然不行。”网站声称是众包式新闻聚合器，2014年12月上线，2015年7月花完钱。
2017年12月，消息指桑格担任区块链技术开源百科全书Everipedia首席信息官。同月，桑格向Inverse透露Everipedia“将以比维基百科更加戏剧性的方式改变事件”。同月，桑格向TechRepublic表示“Everipedia是万事万物的百科全书，话题不设限，不像维基百科。”
2019年7月1日，桑格提倡社交媒体平台在7月4日和5日停摆，要求平台高管将权力下放给用户，确保用户掌管自己的的数据和隐私。
2019年10月28日，桑格宣布离开Everipedia，并将股份无偿还给公司，以便自己成立知识标准基金会（Knowledge Standards Foundation），开发encyclosphere.org。他表示：“我们需要像博客网站设立博文标准一样设立百科全书，需要一个‘百科圈’。我们会成立完全去中心化的网络，就像網誌空間那样，或者像电子邮件、IRC、区块链或万维网本身。”基金会于2019年9月由拉里·桑格等人成立。
2020年3月3日，区块链公司Phunware宣布任命桑格为咨询委员。

## 哲学工作与个人生活
拉里·桑格获俄亥俄州立大学哲学博士，研究方向包括知识论、现代早期哲学及伦理学。桑格的哲学研究大多聚焦于知识论。2008年，桑格来到牛津大学贝利奥尔学院，就“互联网是知识的未来”的议题进行辩论，探讨Wiki和博客改变着知识创造分发的形式。
2002年1月，桑格回到俄亥俄州哥伦布，在俄亥俄州立大学教哲学，直至2005年6月。
2000年2月，被威尔士请去开发Nupedia的桑格搬到聖地牙哥，2001年12月在拉斯维加斯结婚。2005年，桑格加入数字宇宙，与妻子搬到加利福尼亚州聖塔克魯茲。到2015年，桑格住在俄亥俄州哥伦布郊区。截至2021年，夫妻俩生了两个孩子，都在家自学。
2010年10月，桑格认为维基解密是“美国的敌人——不只是政府，还是人民”。
2021年9月，针对乔·拜登总统发布的COVID-19疫苗强制接种令，桑格在Twitter发布“我也没打 #我不会遵守”，配合播客主持人蒂姆·浦爾的反疫苗活动。在早前的推文中，桑格错误认为2019冠状病毒病疫苗“不是疫苗”。
桑格支持“婴儿读书”的概念。儿子快过两岁生日的时候，桑格开始教他读书，还拍视频在网上展示。众所周知，桑格爱听爱尔兰传统音乐。
桑格在信義宗家庭长大，就读于主日学校。16岁时，他的家人不再经常去教堂礼拜，桑格因而成为不可知论者。2023年，桑格再度表示自己又成為基督徒。至于种族，桑格在2016年将自己描述为“典型的美国混血儿（有英国、德国和法国血统）。

## 部分著作
学术著作
- Epistemic Circularity: An Essay on the Problem of Meta-Justification – 博士论文
- Descartes' methods and their theoretical background – 学士论文

论文
- 为什么要中立 （页面存档备份，存于）. Ballotpedia，2015年12月
- 我（为什么）是如何教我的婴儿读书的 （页面存档备份，存于） (PDF). LarrySanger.org，2010年12月
- 互联网时代的个人知识. Educause Review，2010年4月
- 后维基百科时代，专业知识命运几何 (PDF). Episteme – Edinburgh University Press，2009年2月
- 谁说我们知道：论知识的新政治. Edge Foundation – Edge Reality Club，2007年4月
- 人类即将启蒙.（存档）Edge Foundation – World Question Center，2007年

演讲
- 强合作对学术出版意味着什么 （页面存档备份，存于），学术出版协会年度大会演讲，加利福尼亚州旧金山，2007年6月7日
- 如何看待专业人士间的强合作，德国《商报》IT大会，德国波恩，2007年1月30日
- 为什么要在Web 2.0中为专家腾出空间？《新媒体商业》SVForum开幕演讲，加利福尼亚州圣克拉拉，2006年10月25日

书籍
- 自由知识论文集：维基百科的起源和知识的新政治 （页面存档备份，存于），2020年9月8日

视频
- 維基百科的早期歷史（一）
- 維基百科的早期歷史（二）

## 脚注
1. ↑  YouTube上的Western History for Kids, Part 1 – ancient and medieval – Sanger Academy，由桑格YouTube教育频道发布视频，标准发音在0:10，2016年5月7日查看
2. 1 2  . Knowledge Standards Foundation. 2019-09-24  [2021-07-23]. （原始内容存档于2021-07-25） （美国英语）.
3. 1 2  Thomson, Iain. . iTnews. 2007-04-13. （原始内容存档于2012-12-22）.
4. 1 2  Flood, Brian. . Fox News. 2020-05-21  [2020-05-22]. （原始内容存档于2021-10-26）.
5. 1 2 3  Sabur, Rozina. . The Telegraph. 2021-07-16  [2021-12-02]. ISSN 0307-1235. （原始内容存档于2021-07-17） （英国英语）. Larry Sanger added that "very little" reference to scandals and allegations against the Bidens, for instance relating to their business dealings in Ukraine, could be found on Wikipedia.
6. 1 2 3 4 5 6  Spence, Madeleine. . The Sunday Times. 2021-08-01  [2021-08-01]. ISSN 0140-0460. （原始内容存档于2021-08-01） （英语）.
7. 1 2  . Encyclosphere. 2019-09-24  [2021-05-02]. （原始内容存档于2022-02-15） （美国英语）.
8. 1 2  Anderson，第20頁
9. ↑  Lydgate, Chris. . Reed Magazine. June 2010  [2013-11-01]. （原始内容存档于2013-11-01）.
10. 1 2 3 4 5 6  Poe, Marshall. . The Atlantic Monthly. September 2006  [2007-03-25]. （原始内容存档于2006-11-10）.
11. 1 2 3 4  Roush, Wade. . Technology Review. 2005-01-01  [2007-03-25]. （原始内容存档于2022-01-17）.
12. 1 2 3  Boraas, Alan. . Anchorage Daily News. 2006-09-02  [2007-03-25]. （原始内容存档于2022-03-18）.
13. ↑  Sanger, Larry. . Internet Scout. scout.wisc.edu. 1995-08-30  [2007-03-25]. （原始内容存档于2009-11-23）.
14. 1 2 3 4 5 6 7 8  Schwartz, Zach. . Vice. 2015-11-11. （原始内容存档于2015-11-14）.
15. 1 2 3  Moody, Glyn. . The Guardian (London). 2006-07-13  [2007-03-25]. （原始内容存档于2007-02-22）.
16. 1 2  Lih，第33頁
17. ↑  Lih，第35頁
18. 1 2  Anderson，第8–9頁
19. ↑  Anderson，第31頁
20. ↑  Anderson，第32頁
21. ↑  Lih，第37–38頁
22. ↑  Lih，第38頁
23. ↑  Lih，第43頁
24. 1 2  Lih，第64頁
25. ↑  Anderson，第9頁
26. ↑  Lih，第44頁
27. ↑  Lih，第44–45頁
28. 1 2  Lih，第45頁
29. ↑  Lih，第138頁
30. ↑  Lih，第112頁
31. ↑  Lih，第113頁
32. ↑  Sanger, Larry. . Wikimedia Foundation. Wikimedia Foundation. 2001-01-22  [2019-08-08]. （原始内容存档于2019-06-20）.
33. ↑  Lih，第170頁
34. 1 2 3  Waters, Richard. . Financial Times. 2006-11-10  [2009-10-15]. （原始内容存档于2007-11-15）.
35. 1 2  Lih，第171頁
36. ↑  Lih，第172頁
37. 1 2  Sidener, Jonathan. . The San Diego Union-Tribune. 2006-09-23  [2007-03-25]. （原始内容存档于2007-10-17）.
38. ↑  Lih，第137頁
39. 1 2 3 4  Sanger, Larry. . SourceForge (Slashdot). 2005-04-19  [2007-03-25]. （原始内容存档于2006-11-08）.
40. ↑  Lih，第136頁
41. 1 2  Sanger, Larry. . 元维基. 2002-03-01  [2007-03-25]. （原始内容存档于2007-04-30）.
42. ↑  . reagle.org.   [2020-04-25]. （原始内容存档于2020-04-30）.
43. ↑  Reagle，第6頁
44. ↑  Mitchell, Dan. . The New York Times. 2005-12-24  [2007-03-25]. （原始内容存档于2015-05-29）.
45. ↑  Hansen, Evan. . Wired (Wired News). 2005-12-19  [2007-03-25]. （原始内容存档于2012-05-30）.
46. ↑  Bergstein, Brian. . NBCNews.com. Associated Press. 2007-03-25  [2007-03-25]. （原始内容存档于2013-10-05）.
47. ↑  dhcp058.246.lvcm.com（署名为露丝的化名RoseParks）. . Wikipedia 10K Redux. Joseph Reagle. 2001-01-17  [2019-08-07]. （原始内容存档于2019-08-07）.
48. ↑  Sanger, Larry. . LarrySanger.org.   [2019-08-15]. （原始内容存档于2019-06-29）.
49. ↑  NewsAssignment.net. . Wired. 2007-05-03  [2009-04-25]. （原始内容存档于2014-03-28）.
50. ↑  Sanger, Larry. . SourceForge (Slashdot). 2005-04-18  [2007-03-25]. （原始内容存档于2009-07-22）.
51. ↑  . The Australian. AFP. 2006-10-19. （原始内容存档于2014-08-08）.
52. ↑  Pink, Daniel H. . Wired. March 2005. （原始内容存档于2005-03-04）.
53. ↑  Sanger, Larry. . Kuro5hin. 2004-12-31. （原始内容存档于2005-01-05）.
54. ↑  Ferraro, Nicole. . Internet Evolution. UBM LLC. 2009-10-09. （原始内容存档于2009-10-13）.
55. 1 2 3  Gilbert, Alexandre. . The Times of Israel. 2016-11-15  [2021-02-08]. （原始内容存档于2016-11-21） （美国英语）.
56. ↑  Schulz, Kathryn. . Slate. 2010-07-26  [2021-09-17]. （原始内容存档于2021-11-08）.
57. ↑  Foggin, Sophie. . 150sec. 2019-05-23  [2021-02-08]. （原始内容存档于2021-12-23）.
58. ↑  Lott, Maxim. . Fox News. 2021-02-19  [2021-02-21]. （原始内容存档于2021-02-18）.
59. 1 2 3  Aggarwal, Mayank. . The Independent. 2021-07-16  [2021-09-17]. （原始内容存档于2021-07-16）. He argued that there should be at least a paragraph about the Ukraine scandal but there is very little of that.
60. ↑  Creitz, Charles. . Fox News. 2021-07-22  [2021-07-23]. （原始内容存档于2021-07-23） （美国英语）.
61. ↑  .   [2023-08-07]. （原始内容存档于2023-08-04）.
62. ↑  維基百科創辦人曝美國政府編輯過百篇文章-清理負面材料 （页面存档备份，存于） 香港01
63. ↑  .   [2024-04-19]. （原始内容存档于2024-05-23）.
64. ↑  . BBC News. 2010-05-10  [2010-05-19]. （原始内容存档于2010-06-18）.
65. ↑  Metz, Cade. . The Register. 2010-05-09  [2010-10-09]. （原始内容存档于2010-12-03）.
66. ↑  Farrell, Nick. . The Inquirer. 2010-04-29  [2010-10-09]. 原始内容存档于2012-10-03.
67. ↑  Masnick, Mike. . TechDirt.   [2019-08-17]. （原始内容存档于2019-08-17）.
68. ↑  Chiaramonte, Perry. . Fox News. 2012-09-10  [2013-11-19]. （原始内容存档于2013-06-18）.
69. ↑  Moretti, Marcus. . Business Insider. 2012-06-06  [2021-07-23]. （原始内容存档于2022-02-26） （美国英语）.
70. 1 2 3 4  Lih，第211頁
71. ↑  Lih，第190頁
72. ↑  LeClaire, Jennifer. . NewsFactor Network. 2007-03-27  [2007-03-27]. （原始内容存档于2011-05-16）.
73. ↑  Tiwari, Neha. . CNET. 2007-04-05  [2007-04-05]. （原始内容存档于2014-03-04）.
74. ↑  Cohen, Jason Z. . LinuxInsider (ECT News Network). 2008-03-03  [2008-03-08]. （原始内容存档于2011-05-17）.
75. ↑  Anderson, Nate. . Ars Technica. 2007-11-21  [2007-11-21]. （原始内容存档于2008-01-04）.
76. 1 2 3  Lee, Timothy B. . Ars Technica. 2011-10-27  [2013-10-22]. （原始内容存档于2013-10-23）.
77. ↑  Mark Y. Herring.  1. McFarland & Company. 2014: 52  [2016-10-03]. ISBN 978-0786473564. （原始内容存档于2015-04-15）.
78. ↑  . Citizendium.   [2022-03-20]. （原始内容存档于2016-10-13）.
79. ↑  Anderson, Nate. . Ars Technica. 2007-02-25  [2007-03-25]. （原始内容存档于2007-03-24）.
80. ↑  Sanger, Larry. . Citizendium. 2009-07-30  [2009-07-30]. （原始内容存档于2011-07-20）.
81. ↑  Sanger, Larry. . Citizendium blog. 2010-09-22  [2010-12-17]. （原始内容存档于2011-07-25）.
82. ↑  . Citizendium.   [2020-07-06]. （原始内容存档于2022-03-09）.
83. 1 2 3  Lih，第210頁
84. ↑  Terdiman, Daniel. . CNET. 2006-01-06  [2007-03-25]. （原始内容存档于2013-08-17）.
85. ↑  . PR Newswire (Digital Universe). 2006-01-17  [2007-03-25]. （原始内容存档于2007-03-02）.
86. ↑  . . Digital Universe.   [2007-03-25]. （原始内容存档于2009-01-11）.
87. 1 2  Terdiman, Daniel. . CNET. 2005-12-19  [2007-03-25]. （原始内容存档于2016-01-31）.
88. ↑  . . Digital Universe.   [2007-03-25]. （原始内容存档于2011-01-29）.
89. ↑  Sawers, Paul. . The Next Web. 2011-11-19  [2011-01-08]. （原始内容存档于2011-11-21）.
90. ↑  Lei, Owen. . King Broadcasting Company. 2011-10-28  [2013-11-09]. （原始内容存档于2013-11-09）.
91. ↑  . EPIC 2020. 2011-11-02  [2013-10-11]. （原始内容存档于2013-11-12）.
92. ↑  Tomaszewski, Jason. . Education World. 2013  [2013-11-13]. （原始内容存档于2013-11-13）.
93. ↑  Lee Long, Robert. . Desoto Times Tribune. 2013-02-16  [2013-11-09].
94. 1 2 3  Sawers, Paul. . The Next Web, Inc. 2011-11-02  [2013-10-09]. （原始内容存档于2013-05-29）.
95. ↑  Morris, Kevin. . The Daily Dot. 2013-02-13  [2013-02-14]. （原始内容存档于2013-02-17）.
96. ↑  Walker, Lauren. . Newsweek. 2014-12-16  [2014-12-16]. （原始内容存档于2014-12-17）.
97. ↑  . 2015-07-08  [2015-07-08]. （原始内容存档于2015-07-09）.
98. ↑  Larry Sanger. . Quartz. 2017-12-12  [2017-12-12]. （原始内容存档于2017-12-16）.
99. ↑  Patterson, Dan. . TechRepublic. 2017-12-08. （原始内容存档于2018-01-25）.
100. ↑  Brown, Leah. . TechRepublic. 2017-12-11. （原始内容存档于2017-12-12）.
101. ↑  Mike Brown. . Inverse. 2017-12-06  [2017-12-07]. （原始内容存档于2017-12-08）.
102. ↑  Leah Brown. . TechRepublic. 2017-12-11  [2017-12-12]. （原始内容存档于2017-12-12）.
103. ↑  . BBC News. 2019-07-01  [2019-07-02]. （原始内容存档于2019-07-02） （英国英语）.
104. ↑  Sachdeva, Anmol. . Fossbytes. 2019-07-01  [2019-07-02]. （原始内容存档于2019-07-02） （美国英语）.
105. 1 2  Sanger, Larry. . Larry Sanger Blog. Larry Sanger.   [2019-10-21]. （原始内容存档于2019-10-20）.
106. ↑  . Knowledge Standards Foundation. 2019-09-24  [2021-07-23]. （原始内容存档于2022-02-15） （美国英语）.
107. ↑  Choudhury, Uttara. . Proactive investors. 2020-03-03  [2021-01-19]. （原始内容存档于2021-07-21） （英语）.
108. ↑  Keen, Andrew. . The Independent (London). 2008-06-02  [2008-06-08]. （原始内容存档于2008-06-05）.
109. ↑  Reagle，第35頁
110. ↑  Anderson，第74頁
111. ↑  Lih，第210–211頁
112. ↑  Crovitz, L. Gordon. . The Wall Street Journal (Dow Jones & Company). 2010-12-06  [2010-12-22]. （原始内容存档于2010-12-17）.
113. ↑  Slisco, Aila. . Newsweek. 2021-09-10  [2021-09-10]. （原始内容存档于2021-11-23） （英语）.
114. 1 2  Carey, Tanith. . Independent Online (South Africa). 2013-01-02  [2017-10-30]. （原始内容存档于2017-11-07）.
115. ↑  Sanger, Larry. . Larry Sanger Blog. Larry Sanger. 2020-01-15  [2021-02-08]. （原始内容存档于2021-04-11）.
116. ↑  . September 24, 2023  [October 31, 2023]. （原始内容存档于2025-05-04） （美国英语）.